# روبي كيلي
روبي كيلي (بالإنجليزية: Robby Kelley)‏ هو متزحلق جبال الألب أمريكي، ولد في 26 مايو 1990 في ستاركسبورو في الولايات المتحدة.

## وصلات خارجية
- روبي كيلي على موقع الاتحاد الدولي للتزلج (التزلج على المنحدرات الثلجية) (الإنجليزية)